# Caio Júlio Alexandre Bereniciano
Caio Júlio Alexandre Bereniciano (em latim: Gaius Julius Alexander Berenicianus; em grego: Γαίος Ιούλιος Αλέξανδρος Βερενικιανός; c. 75 – c. 150 (75 anos)) foi um senador romano nomeado cônsul sufecto para o nundínio de outubro a dezembro de 116 com Lúcio Estácio Áquila. Além disto, era um príncipe cilício, segundo filho do rei Caio Júlio Alexandre e da rainha Júlia Jotapa de Cétis. Seu irmão mais velho era Caio Júlio Agripa e sua irmã mais nova, Júlia Jotapa.

## Carreira
Inscrições sobre Bereniciano revelam que sua família era parente de importantes membros da aristocracia asiática da época. Seus avós paternos foram o rei Tigranes VI da Armênia e a rainha Opgali; através dele, Bereniciano era descendente do rei Arquelau da Capadócia e do rei Herodes, o Grande (com sua segunda esposa, Mariana), o que o torna um dos últimos descendentes conhecidos da dinastia herodiana. Apesar disto, ele não era praticante do judaísmo e nem exercia influência política na Judeia. Seus avós maternos eram o rei Antíoco IV de Comagena e a rainha Júlia Jotapa.
Cétis era um pequeno reino cliente de Roma localizado na região da Cilícia. Depois que seus pais se casaram em Roma, em 58, o imperador Nero entregou-lhes a região para que governassem como monarcas. Bereniciano nasceu e foi criado ali. Em 94, juntamente com Agripa, Bereniciano entrou para o Senado Romano. Segundo as inscrições, depois de servir como cônsul sufecto em 116, Bereniciano foi procônsul da Ásia entre 132 e 133. Durante seu mandato, ele aparentemente foi patrono das artes e o bispo cristão (e depois santo) Judas Ciríaco morreu (ou foi morto) durante um tumulto em sua peregrinação até a Terra Santa em 133.

## Família
Um possível descendente de Bereniciano foi o usurpador Jotapiano
Bereniciano se casou com Cássia Lépida, filha de Cássio Lépido (filho de Cássio Longino e Júnia Lépida), uma descendente direta do imperador Augusto (Júnia Lépida era neta de Júlia, a Jovem, neta de Augusto). Os dois tiveram uma filha chamada Júlia Cássia Alexandra (n. c. 105), que se casou com Caio Avídio Heliodoro, ab epistulis de Adriano e prefeito do Egito entre 138 e 140. Os dois tiveram vários filhos, incluindo o usurpador Avídio Cássio. Além dele, o usurpador Jotapiano provavelmente também era seu descendente.